# The Sagamore Resort
The Sagamore Resort est un hôtel américain situé à Bolton Landing, dans l'État de New York. Cet établissement est inscrit au Registre national des lieux historiques depuis le 21 juillet 1983. Il est membre des Historic Hotels of America depuis 1991 et des Historic Hotels Worldwide depuis 2014.